# Fritz Stier-Somlo
Pour les articles homonymes, voir Stier et Somlo.
Fritz Stier-Somlo (né le 21 mai 1873 à Steinamanger, mort le 10 mars 1932 à Cologne) est un professeur de droit allemand.

## Biographie
Fritz Stier-Somlo est le fils de Josef Stier, rabbin. Il étudie en octobre 1890 le droit, l'économie et la philologie à Berlin. Il se convertit au protestantisme. Il obtient un doctorat de droit en 1896. Il devient assesseur en 1898 puis juge en 1903 dans l'Amtsgericht de Charlottenburg. En juin 1900, il est nommé professeur de droit administratif à l'université de Bonn.
En 1911, il suggère à la ville de Düsseldorf une académie de gestion pour former des fonctionnaires capables d'accompagner l'industrialisation de l'Allemagne. L'accord est donné, Stier-Somlo en devient le directeur des études puis démissionne l'année suivante à cause de différends. La ville de Cologne l'embauche alors comme conférencier pour sa nouvelle école de gestion municipale et sociale. En 1916, il devient professeur de droit public à l'école de commerce de Cologne. Il fonde un séminaire de science politique qu'il dirigera jusqu'à sa mort. En 1920, l'institut est affilié à la faculté de Cologne. Il fonde au sein de l'université un institut de droit international. Stier-Somlo est doyen de la faculté de droit en 1920 et 1929 à 1930 ainsi que recteur de l'université en 1925 et 1926.
Fritz Stier-Somlo s'implique pour l'accès des études aux femmes et la formation des journalistes. Alors qu'il est recteur, il est la victime d'une campagne de diffamation d'étudiants nazis. En 1933, ses livres sont brûlés et son séminaire fermé.